# Вершинин, Николай Васильевич
Никола́й Васи́льевич Верши́нин (1867—1951) — русский и советский учёный-фармаколог.

## Биография
Родился 3 (15 января) 1867 года, село Лекомское (ныне Слободской район, Кировская область) в семье сельского учителя, псаломщика Василия Яковлевича Вершинина. Рано потеряв отца, воспитывался за счёт государства.
Окончил Нолинское духовное училище и Вятскую духовную семинарию (1887). После этого некоторое время работал сельским учителем в Малмыжском уезде Вятской губернии. В 1889 году поступил в Томский университет на медицинский факультет, который окончил в 1894 году с отличием и был оставлен при Университете для продолжения научно-исследовательской работы. Участвовал в борьбе с эпидемией холеры в Томске (1892).
Работал в 1895—1907 годах помощником прозектора, ординатором, ассистентом на различных кафедрах Томского университета, в том числе фармакологии, судебной медицины, в факультетской терапевтической клинике. В 1900—1902 годах проходил действительную военную службу, как военный врач Омского сибирского пехотного полка. В 1904 году защитил докторскую диссертацию на тему «Материалы к учению о ядовитости нормальной мочи человека». Степень доктора медицины давала возможность избежать призыва на русско-японскую войну. Однако Вершинин отправился на фронт и был зачислен в состав 8-го томского сибирского пехотного полка, который участвовал в боевых действиях на территории Маньчжурии. Возглавлял военно-полевой госпиталь, позже был назначен главным бактериологом всех харбинских госпиталей. За работу по борьбе с эпидемиями тифа и дизентерии был награждён орденами Св. Станислава 3-й степени с мечами и Св. Анны 3-й степени. В госпитале он познакомился со своей первой женой — Надеждой Владимировной (1875—1911). Впоследствии второй женой Николая Васильевича стала Мария Петровна Вытнова (1876—1958), дочь известного купца-виноторговца.
Вернувшись в Томск, Вершинин получил звание приват-доцента по кафедре терапевтической факультетской клиники (1907), в 1908 стал заведующим кафедрой фармакологии и бальнеологии Томского университета, сменив на этом посту профессора П. В. Буржинского. Новый заведующий получил для фармакологической лаборатории более обширное помещения, закупил для неё современные руководства и пособия, реактивы и лечебные препараты, стажировался в зарубежных клиниках и лабораториях в Берлине, Вене, Париже, Женеве, Гейдельберге, исследовал адреналин и другие препараты для лечение сердечно-сосудистой системы под руководством немецкого профессора Рудольфа Готтлиба.
В Первую мировую войну, когда германская армия применила на Восточном фронте оружие массового поражения — отравляющие газы, по просьбе Красного Креста Вершинин отправился в место дислокации 13-й армии Северо-Западного фронта для организации помощи пораженным отравляющими веществами. Результаты его исследований были изложены в статье «Отравления удушающими веществами», за которую Николай Васильевич был награждён орденом Св. Анны 2-й степени. В 1915 году Вершинин выпустил учебник «Фармакология, как основа терапии», который переиздавался 11 раз. По примеру своего учителя П. В. Буржинского Вершинин участвовал в развитии курортов Западной Сибири. Совместно с М. Г. Курловым он занимался исследованием лечебных источников и озёр; в 1915 году был опубликован его доклад на Съезде по улучшению отечественных лечебных местностей «Климатические лечебные станции, минеральные воды и грязи Сибири»; Вершинин продолжал работать над этой темой и после революции.
В 1921 году Вершинин был избран заведующим кафедрой фармакологии в Омском медицинском институте, где работал по совместительству и в течение девяти лет читал лекции по фармакологии и судебной токсикологии. Под руководством Вершинина его учениками — Е. М. Думеновой, А. С. Саратиковым и К. С. Шадурским была получена синтетическая камфора из пихтового масла (диссертация К. С. Шадурского была опубликована в 1937 году). Вершинин продолжал исследования препаратов для лечение сердечно-сосудистой системы: в числе прочих ему принадлежат исследования о свойствах наперстянки, пустырника, кровохлебки и других растений, которые стали основой для их клинического использования. Н. В. Вершинин активно участвовал в общественной жизни региона: являлся членом высшего медицинского ученого совета краевого здравоохранения и фармакопейного комитета, членом комиссии по организации промышленности в Томске, постоянным консультантом фармакологических заводов Западной Сибири, редактором отделов фармакологии в ряде специальных изданий.
В 1930 году ушёл с поста заведующего кафедрой фармакологии. Позднее, в годы Великой Отечественной войны вместе с В. В. Ревердатто продолжал начатую ещё в годы Первой мировой работу над исследованием свойств лекарственных трав Сибири, за что в 1947 году был удостоен Сталинской премии.

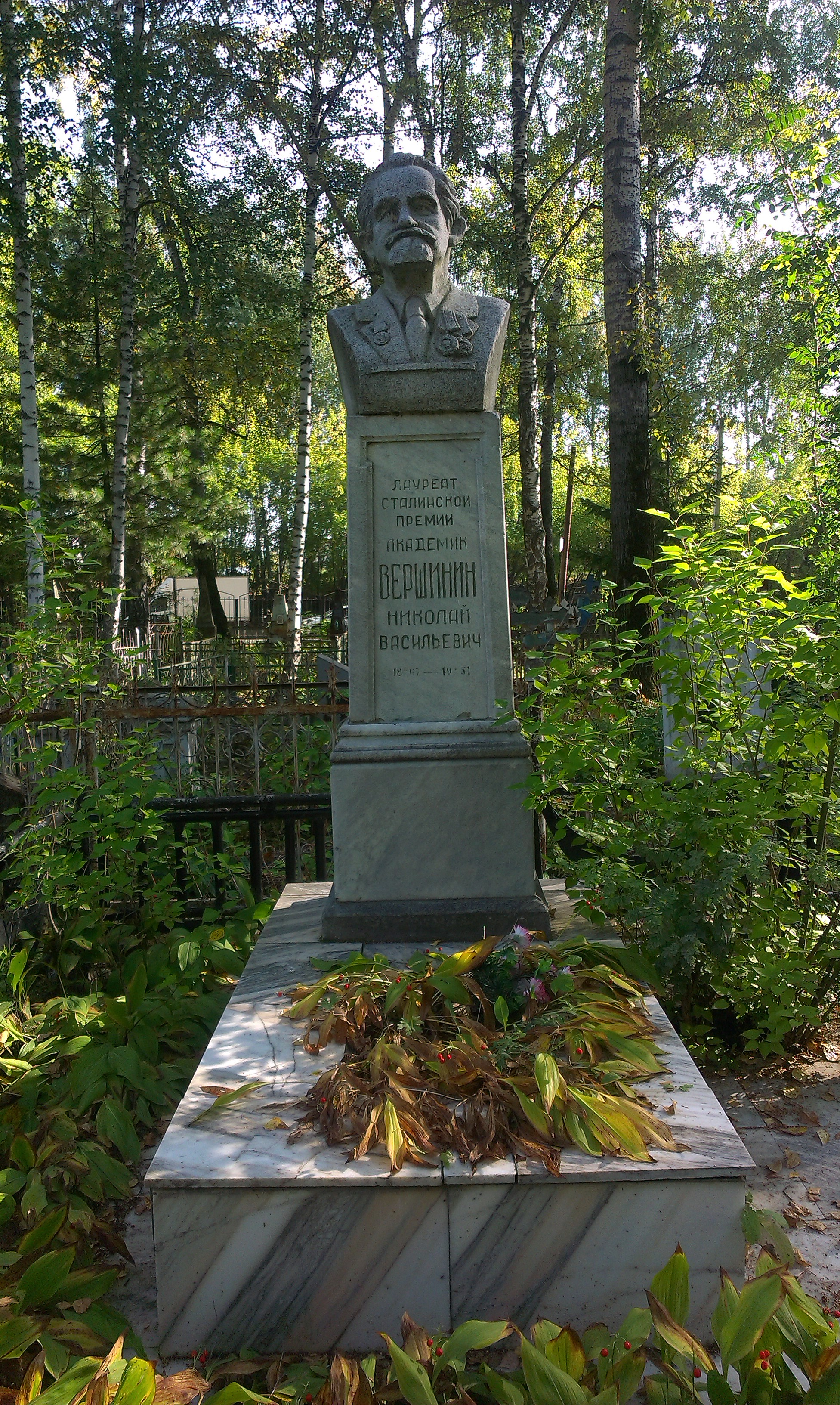
Могила Н. Вершинина

Умер 6 апреля 1951 года от тромбоэмболии лёгочной артерии. Похоронен в Томске на Южном кладбище. Могила Вершинина является региональным памятником истории ( Объект культурного наследия № 7030711000).

## Личная жизнь
Первый брак (1905) с Надеждой Владимировной Ширшовой (в девичестве Гольдгаммер, 1875—1911 гг.). Познакомились во время русско-японской войны в госпитале Мукдена, где та работала сестрой милосердия.
Второй брак с Марией Петровной (в девичестве Вытновой, 1876—1958 гг.), дочери томского купца и мецената, миллионера П. В. Вытнова.

## Память
- В 1951 году Торговая улица Томска переименована в улицу Вершинина.
- На здании клиник СибГМУ в честь Вершинина установлена мемориальная доска-горельеф.[7]

## Награды и премии
- Орден Ленина
- Орден Трудового Красного Знамени (16 ноября 1938) — за выдающиеся заслуги в области научно-педагогической и организационной деятельности Томского государственного медицинского института
- медали
- Сталинская премия второй степени (1947) — за разработку методов извлечения новых лечебных препаратов из лекарственных растений Сибири и внедрение их в практику здравоохранения
- Заслуженный деятель науки РСФСР (1934)